# Bassus nucicola
Bassus nucicola är en stekelart som beskrevs av Muesebeck 1940. Bassus nucicola ingår i släktet Bassus och familjen bracksteklar. Inga underarter finns listade.